# Jordan Stewart (taekwondo)
Jordan Stewart (28 de diciembre de 1996) es un deportista canadiense que compite en taekwondo. Ganó cinco medallas en el Campeonato Panamericano de Taekwondo entre los años 2016 y 2024.

## Palmarés internacional
| Campeonato Panamericano | Campeonato Panamericano      | Campeonato Panamericano | Campeonato Panamericano |
| Año                     | Lugar                        | Medalla                 | Categoría               |
| ----------------------- | ---------------------------- | ----------------------- | ----------------------- |
| 2016                    | Querétaro (México)           | Medalla de bronce       | –87 kg                  |
| 2018                    | Spokane (Estados Unidos)     | Medalla de bronce       | –87 kg                  |
| 2021                    | Cancún (México)              | Medalla de bronce       | –87 kg                  |
| 2022                    | Punta Cana (Rep. Dominicana) | Medalla de bronce       | –87 kg                  |
| 2024                    | Río de Janeiro (Brasil)      | Medalla de oro          | –87 kg                  |